# Julius Pokorny
Julius Pokorny (12 juin 1887 à Prague - 8 avril 1970  à Zurich) est un linguiste spécialiste des langues celtiques, en particulier de l'irlandais et un soutien actif du nationalisme irlandais.

## Biographie
Né à Prague dans une famille juive, il étudie à l'université de Vienne où il enseigne entre 1913 et 1920. De 1920 à 1935, il occupe la chaire de philologie celte de l'université Humboldt de Berlin. À l'arrivée au pouvoir des nationaux socialistes et en dépit de sa foi catholique, il est démis de ses fonctions sur la base de la loi sur la restauration de la fonction publique en raison de ses grands-parents juifs. Néanmoins, le 23 novembre 1933, cette décision est annulée. Deux mois après l'adoption de la loi sur la citoyenneté du Reich, il obtient finalement un congé, qui sera plus tard - contrairement à d'autres congés forcés - converti en retraite. Il est averti avant la nuit de Cristal, ce qui lui permet de partir pour la Belgique à temps.
Il est rédacteur en chef du journal Zeitschrift für celtische Philologie avant la Seconde Guerre mondiale et responsable de sa renaissance après-guerre.
En 1943, il émigre en Suisse où il enseigne au sein de l'université de Berne et de Zurich jusqu'à sa retraite en 1959. En 1954, il devient professeur honoraire à l'université Louis-et-Maximilien de Munich où il enseigne à temps partiel jusqu'en 1956 et de 1960 à 1965.
On lui doit en 1959 Indogermanisches etymologisches Wörterbuch (en) (« Dictionnaire étymologique indogermanique », parfois abrégé en IEW) qui est encore de nos jours une référence en la matière.
Il meurt à Zurich en 1970 trois semaines après avoir été renversé par un tramway non loin de chez lui.
La réception de son œuvre est faible en France, du fait qu'aucun de ses livres n'a été traduit en français jusqu' à présent.

## Ouvrages
Livres
- Der Ursprung der Arthursage, Vienne, Anthropologische Gesellschaft, 1909.
- A Concise Old Irish Grammar and Reader, Halle-sur-Saale, Max Niemeyer; Dublin, Hodges/Figgis, 1914.
- Irland, Gotha, F.A. Perthes, 1916 (Perthes' kleine Völker- und Länderkunde 1).
- Die älteste Lyrik der grünen Insel, Halle-sur-Saale, M. Niemeyer, 1923.
- A Historical Reader of Old Irish: Texts, Paradigms, Notes, and a Complete Glossary, Halle-sur-Saale, M. Niemeyer (réimpr: New York, AMS, 1985).
- Altirische Grammatik, Berlin et Leipzig, Walter de Gruyter, 1925.
- Alois Walde, Vergleichendes Wörterbuch der indogermanischen Sprachen, 3 tomes, revu et achevé par Julius Pokorny, Berlin, de Gruyter, 1927–1932 (réimpr: 1973).
- Zur Urgeschichte der Kelten und Illyrier, Halle-sur-Saale, M. Niemeyer, 1938.
- Altkeltische Dichtungen : Aus dem Irisch-Gälischen und Cymrischen übertragen und eingeleitet, Berne, A. Francke, 1944.
- co-écrit par Vittore Pisani, Allgemeine und vergleichende Sprachwissenschaft : Indogermanistik. Keltologie, Berne, A. Francke, 1953.
- Indogermanisches etymologisches Wörterbuch, 2 tomes, Tübingen–Berne–Munich, A. Francke, 1957/1969 (5e éd., 2005)[2].
- Indo-European Etymological Dictionary - Indogermanisches Etymologisches Woerterbuch, en ligne

Articles
- « Der Gral in Irland und die mythischen Grundlagen der Gralsage », Mitteilungen der Anthropologischen Gesellschaft in Wien, 1912, n⁰ 62, p. 1–15.
- « Erschienene Schriften : Rudolf Thurneysen, Zu irischen Handschriften und Literaturdenkmälern », Zeitschrift für celtische Philologie (ZCP), 1913, n⁰ 9, p. 184–6.
- « Die englische Herrschaft in Irland », Petermanns Mitteilungen, 1916, n⁰ 62, p. 361–65, 409–12.
- « Der irische Aufstand von 1798 », Irische Blätter, 1916, n⁰ 4, p. 331–340.
- « Rasse und Volk in Irland », Irische Blätter, 1917, n⁰ 7, p. 524–528.
- « Beiträge zur ältesten Geschichte Irlands. 1. Die Fir Bolg, die Urbevölkerung Irlands », ZCP, 1916–17, n⁰ 11, p. 189–204.
- « Beiträge zur ältesten Geschichte Irlands. 2. Der gae bolga und die nördliche, nicht-iberische Urbevölkerung der Britischen Inseln », ZCP, 1918, n⁰ 12, p. 195–231.
- « Beiträge zur ältesten Geschichte Irlands. 3. Érainn, Dárin(n)e und die Iverni und Darini des Ptolemäus », ZCP, 1918, n⁰ 12, p. 323–357.
- « Zu Morands Fürstenspiegel », ZCP, 1921, n⁰ 13, p. 43–6.
- « Das nichtindogermanische Substrat im Irischen », ZCP, 1927, n⁰ 16, p. 95–144, 231–66, 363–94 ; 1928, n⁰ 17, p. 373–88 ; 1930, n⁰ 18, p. 233–48.
- « Substrattheorie und Urheimat der Indogermanen », Mitteilungen der Anthropologischen Gesellschaft in Wien, 1936, n⁰ 66, p. 69–91.
- « Zum nichtindogermanischen Substrat im Inselkeltischen », Die Sprache, 1949, n⁰ 1, p. 235–45.
- « Die Geographie Irland bei Ptolemaios », ZCP, 1954, n⁰ 24, p. 94–120.
- « The Pre-Celtic Inhabitants of Ireland », Celtica, 1960, n⁰ 5, p. 229–40.